# بخش سافاکولفسکی
بخش سافاکولفسکی (به لاتین: Safakulevsky District) یک منطقهٔ مسکونی در روسیه است که در استان کورگان واقع شده است.